# Georg Christoph Grosheim
Georg Christoph Grosheim (Kassel, 1 de juliol de 1764 - Kassel, 18 de novembre de 1841) fou un musicòleg i compositor alemany.
Entre les nombroses composicions de Grosheim són dignes de menció:
- Preludis per a orgue;
- Variacions i Fantasies, per a piano i cants populars;
- Els Deu Manaments, per a veus i acompanyament d'orquestra;
- Les òperes Titania i Das Heilige Kleeblatt.

A més, publicà;
- Das lebe das Künstlerin Mara (1823;
- Chronologisches Verzeichniss vor züglicher Beförderer und Meister der Tonkunst (1831);
- Fragmente aus der Geschichte der Musik (1832);
- Versuch einer ästhetischen Darstellungmehrerer Verke Dramatischer Tonmeister (1834);
- Uber den Verfall der Tonkunst (1835).

També col·laborà en les principals revistes musicals del seu temps, i fundà i dirigí la titulada Euterpe.